# تيتي هوفمان
سعدان تيتي هوفمان (الأسم العلمي: Plecturocebus hoffmannsi) هو نوع من التيتي ، وهو نوع من قرود العالم الجديد، وهو مستوطن في البرازيل. تم وصفه باسم Callicebus hoffmannsi في عام 1908.